# Højre (1848)
Højre var ett danskt politiskt parti som grundades 1848 och upplöstes 1866. Partiet hade 4 statsministrar under sin verksamhetstid. Partiet var med under starka protester och införde den konstitutionell monarki. Vid senare regeringsmakt arbetade partiet för att begränsa rösträtten genom Helstatsförfattningen.

## 1849 års konstitution
På 1840-talet argumenterade De Nationalliberale mot enväldet och för en ny författning och en konstitutionell monarki. Motståndarna ville behålla den upplysta absolutismen, eventuellt en reviderad variant. Under 1848 års marsrevolution fick Danmark en ny konstitution och den absoluta monarkins försvarare blev benämnd som Højre. På grund av Slesvig-holsteinska kriget (Treårskrigen) fanns ett behov av en nationell enhetsregering och därför bildades det i mars 1848 en samlingsregering. 

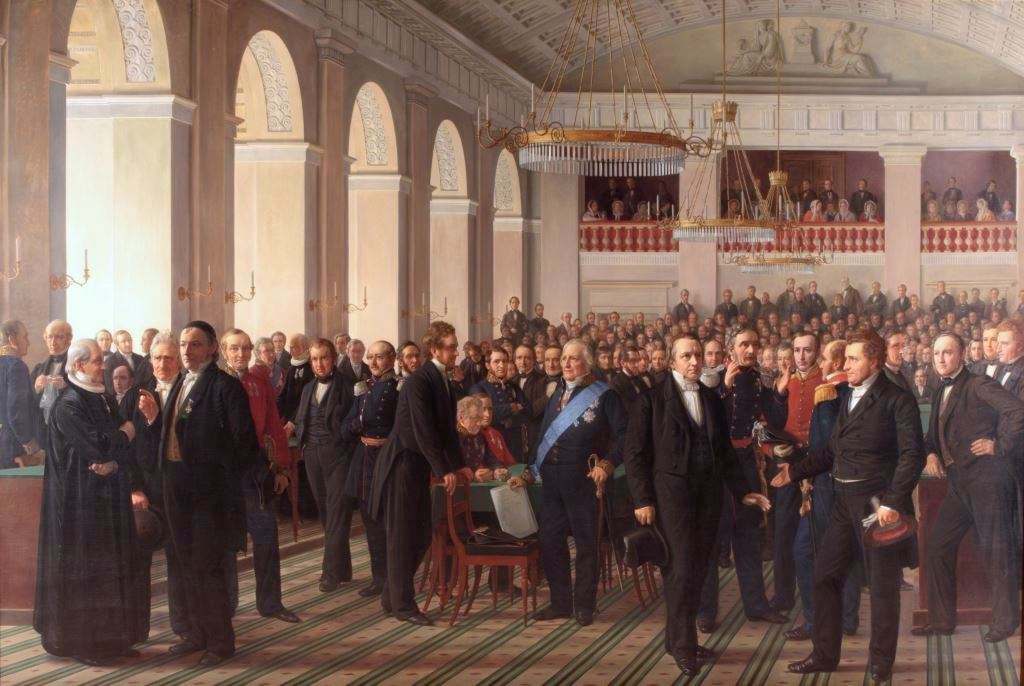
Constantin Hansens målning Den grundlagsstiftande nationalförsamlingen från 1860–1864 visar det första mötet för den församling som senare antog den första danska grundlagen.

Vid regeringsbildandet 1848 hade Højre accepterat principen om en fri konstitution och efter flera månaders gräl sammanträdde den konstituerande nationalförsamlingen 23 oktober samma år. Tre fjärdedelar av ledamöterna valdes genom direkta val och den sista var, på krav från Højre, monarkins att utse. Förslaget om konungavalda ledamöter stöttades även av de nationalliberala ministrarna Ditlev Gothard Monrad och Lauritz Nicolai Hvidt. Argumenteten bakom att låta en fjärdedel av ledamöterna utses av kungamakten var att ett valsystem med direktval i enmansvalkretsar skulle utesluta stora minoriteter från inflytande. Denna orättfärdighet skulle då motverkas genom kungens val, men i praktiken fördelades mandaten mellan regeringspartierna Højre och De Nationalliberale. Oppositionspartiet Bondevennernes selskab fick bara ett av dessa mandat, vilket gick till den tidigare Krigsministern Anton Frederik Tscherning.
Den konstituerande nationalförsamlingen var delad i tre nästan lika stora "läger". Bondevennernes selskab utgjorde kammarens vänstra del, De Nationalliberale den mittersta och Højre utgjorde den högra, konservativa delen av församlingen. Højre, som ville att nationalförsamlingen skulle visa konungamakten respekt, var nöjda med författningsformuleringarna som handlade om kungens makt. Højre hade däremot svårare att få igenom sitt andra krav: Avskaffandet av den allmänna rösträtten. Många av nationalliberalerna var tveksamma att ge den vanliga människan rösträtt, men på grund av det krig som rasade, där bonden, torparen och arbetats söner behövdes på slagfältet, var det svårt att neka dem rätten att rösta. Istället för avskaffandet av den allmänna rösträtten fick Højre igenom att nationalförsamlingen Riksdagen skulle delas upp i två kamrar: Folketinget (underhuset) och Landstinget (överhuset). Bara de mest välbeställda kunde väljas in i Landstinget.
Højre motsatte sig även att grundlagen möjliggjorde ett fritt företagande eftersom det skulle leda till Hantverkargillenas (skråväsendets) upplösning, men när den nya konstitutionen lades fram för beslut i sin helhet röstade de flesta av Højres ledamöter för. De önskade borgfred så länge kriget varade. Fyra högermän (Anders Sandøe Ørsted, Tage Algreen-Ussing, Christian Georg Nathan David och Peder Brønnum Scavenius) röstade dock emot det framvaskade förslaget, andra avstod från att rösta. På grund av den tyska ockupationen av Nørrejylland hade flera Jylländska motståndare rest hem innan den slutliga omröstningen.

## Højres väljarbas
Højre hade stöd i alla samhällsgrupper. Partiets ledarskikt utgjordes av ämbetsmen (i regel födda före 1805) och partiet hade starkt stöd bland hantverkarskrån. Godsägare var aktiva i den konstituerande nationalförsamlingen men drog sig senare tillbaka från politiken. Bönder, främst från Jylland, fanns bland Højres parlamentsledamöter. Partiet var även starkt i städerna samt på den Jylländska landsbygden.

## Den allmänna rösträttens försvagning

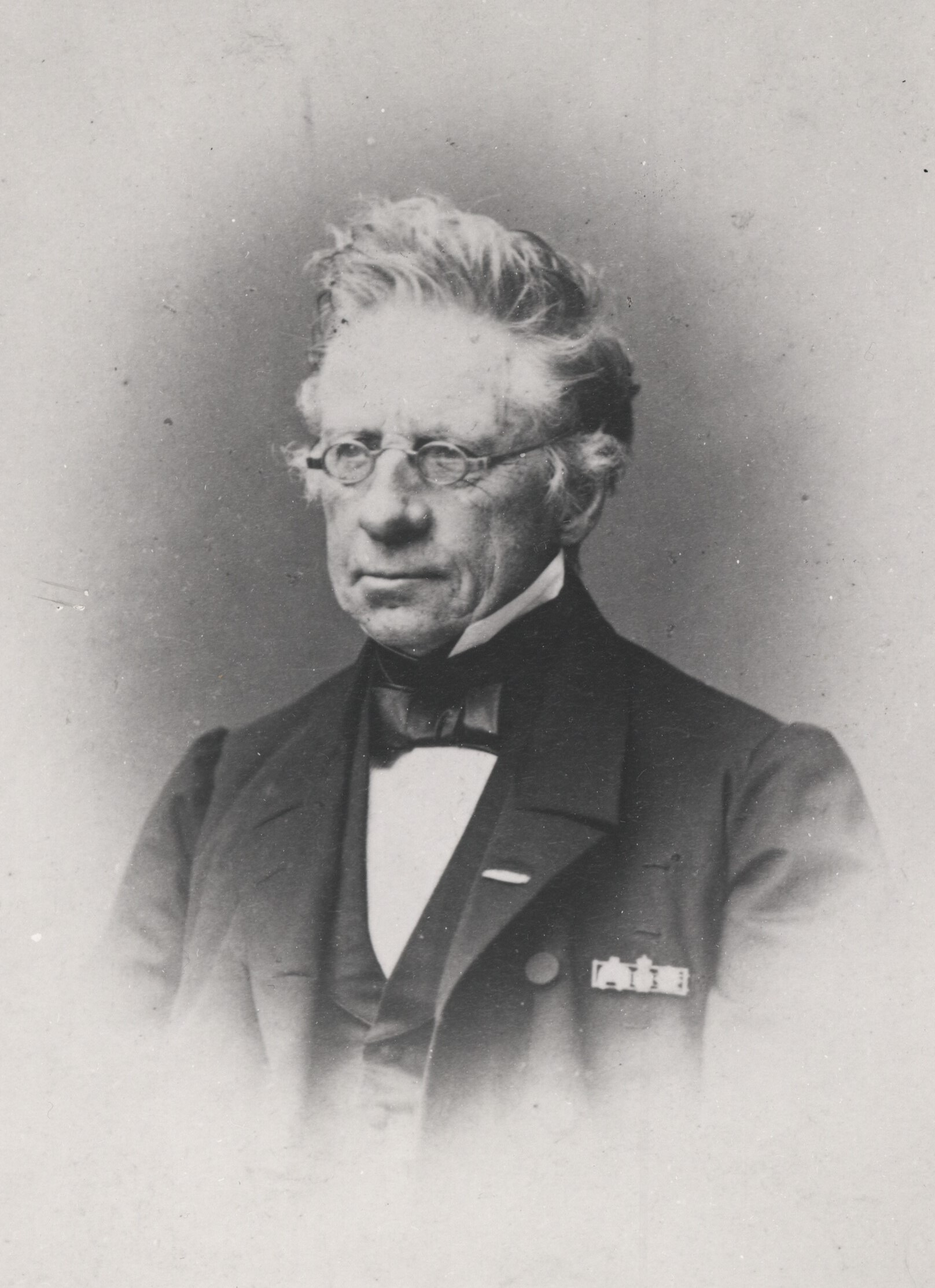
Christian Albrecht Bluhme, ledde två högerregeringar.

Från och med november 1848 växte Højre inflytande stadigt och i januari 1852 kunde man bilda en ren högerregering. Den nya regeringen ledd av Christian Albrecht Bluhme ville göra konungariket Danmark till en helstat, genom vilken de danska och tyska delarna i riket skulle bli likställiga, något Bondevennernes Selskab gav sitt stöd. Samtidigt ville regeringen inskränka rösträtten (genom en privilegeret valgret), något som nationalliberalerna stödde.
År 1855 hade Højre (satt ej längre vid regeringsmakten) uppnått sina mål med Helstatsförfattningen (danska fællesforfatning), men på grund av Holsteins motstånd blev aldrig författningen någon framgång. I Sønderjylland innebar det privilegeret valgret tysksinnade överklassen fick majoritet i de rådgivande provinsialständer medan allmän rösträtt skulle givit danskarna majoriteten. År 1856 satt sig nationalliberalerna och Højre tillsammans i en regering och året efter försvann Højres ministrar från regeringen.

## Efter 1864
Åren 1864 till 1865 var högermannen Bluhme för sista gången statsminister i en regering. Det blev hans uppgift att mildra effekterna av det förlorade kriget år 1864, snart därefter upplöstes Højre (1866). Godsägarna anslöt sig till Nationale Godsejere och de konservativa bönderna gick till Mellempartiet.

## Statsministrar och konseilspræsidenter
Adam Wilhelm Moltke, som var Danmarks första statsminister, ansågs vara partipolitiskt obunden, men Højre fick gradvis fler och fler ministrar i hans regeringar.
Nedanstående regeringschefer var Højremän, dock hade Carl Christopher Georg Andræ tidigare haft ett nära samarbete med Bondevennernes selskab och anses därför av en del som partipolitiskt obunden.
- Christian Albrecht Bluhme, statsminister  i regeringen Bluhme I 1852-1853
- Anders Sandøe Ørsted, statsminister  i regeringen Ørsted 1853-1854
- Peter Georg Bang, först statsminister, senare konseilspræsident i regeringen Bang 1854-1856
- Carl Christopher Georg Andræ, konseilspræsident i regeringen Andræ (koalition mellan Højre och De Nationalliberale) (1856-1857)
- Christian Albrecht Bluhme, konseilspræsident i regeringen Bluhme II (1864-1865)

## Andra högerpartier
I början av 1880-talet bildas ett nytt parti som också heter Højre. Detta parti uppgick i Konservative Folkeparti 1915.
I Norden finns det också högerpartier. I Norge heter partiet Høyre och i Sverige hette Moderata samlingspartiet högerpartiet och använde benämningen högern.